# Schnellfahrstrecke Halkalı–Kapıkule
Die Schnellfahrstrecke Halkalı–Kapıkule ist eine im Bau befindliche Eisenbahnstrecke in der Türkei.

Hochgeschwindigkeitsstrecken in der Türkei

## Verkehrsgeographie
Die Schnellfahrstrecke soll die Verbindung der Metropolregion Istanbul zur türkisch-bulgarischen Grenze und somit den Eisenbahnverkehr zwischen der EU und der Türkei verbessern. Sie ergänzt die Bestandsstrecke İstanbul Sirkeci–Swilengrad aus den 1870er Jahren, die dem heutigen Verkehrsaufkommen nicht mehr gerecht wird. Verbindungen zu dieser Strecke soll es in Halkalı, Cerkezkoy, Edirne und Kapikule geben. Außerdem verlängert sie die aus Anatolien kommende, durch den Marmaray-Tunnel führende und in Halkalı endende Schnellfahrstrecke nach Westen.
Die neue Strecke wird 233 Kilometer lang und beginnt beim Bahnhof Halkalı, der am Streckenkilometer 28 der Bestandsstrecke liegt. Deren Kilometrierung zählt vom Bahnhof Istanbul Sirkeci. Sie ist auf eine Höchstgeschwindigkeit von 200 km/h ausgelegt und soll die Fahrzeit für Personenzügen von vier auf anderthalb Stunden sowie für Frachtzüge von sechs auf dreieinhalb Stunden reduzieren.

## Bau
Am 28. Februar 2019 unterzeichneten die Europäische Union und die Türkei einen Vertrag zur Finanzierung des Vorhabens. Die Europäische Union gibt 275 Mio. Euro zu den geschätzten Gesamtkosten des Projekts von 1 Mrd. Euro.
Zunächst soll der Abschnitt Cerkezköy–Kapıkule gebaut werden. Hier werden fünf Bahnhöfe und 30 Brücken saniert, zwei bergmännisch vorzutreibende Tunnel und sieben in offener Bauweise errichtet. Die Bauarbeiten begannen im September 2019 und sollen bis Ende 2022 abgeschlossen werden.[veraltet] Bauträger ist die TCDD, die türkische Staatsbahn.